# Nowi muzykanci z Bremy
Nowi muzykanci z Bremy (ros. Новые бременские) – rosyjski animowany film muzyczny z 2000 roku w reżyserii Aleksandra Gorlenko. Kontynuacja kreskówki Czterej muzykanci z Bremy (1969) i Śladami muzykantów z Bremy (1973).

## Fabuła
Kontynuacja przygód wesołego Trubadura, pięknej Księżniczki i ich obdarzonych muzykalnymi talentami czworonożnych przyjaciół.

## Obsada (głosy)
- Filipp Kirkorow – Trubadur
- Michaił Bojarski – Król
- Nadieżda Babkina – wódz
- Anton Buzejew – Trubadur Jr.
- Jelena Kuz'mina – Księżniczka
- Aleksandr Mowszewicz (Aleks Szou) – Detektyw
- Gieorgij Mamikonow – Osioł
- Siergiej Mazajew – Pies, gwardia
- Giennadij Gładkow – Kot, rabusie, gwardia
- Siergiej Pienkin – Kogut, gwardia
- Leonid Sieriebriennikow – rabusie